# Fabienne Verdier
Pour les articles homonymes, voir Fabienne et Verdier.
Fabienne Verdier (née le 3 mars 1962 à Paris) est une artiste peintre française. Après des années d'étude en Chine, elle vit et travaille en France.

## Biographie

### 1985-2004: formation en Chine et premières expositions
Entrée à l'École des beaux-arts de Toulouse en 1979, Fabienne Verdier est diplômée en 1983.
En 1983, à vingt-deux ans, Fabienne Verdier part étudier en Chine, au Sichuan Fine Arts Institute, à Chongqing. Elle choisit de travailler avec les derniers grands peintres chinois ayant survécu à la Révolution culturelle, et les persuade d'accepter de lui transmettre leur art d’une peinture spontanée et leurs théories esthétiques, malgré les multiples interdictions. En 1989, elle est la première étrangère à recevoir un diplôme supérieur en art de cette université. Elle commence alors à développer sa propre peinture abstraite.
Attachée culturelle auprès de l'Ambassade de France en Chine de 1989 à 1991, Fabienne Verdier rentre en France en 1992, après presque une décennie d’immersion en Chine. Dans Passagère du silence, publié par Albin Michel en 2003, elle décrit son apprentissage au sein d’un système de pensée radicalement différent. Le livre, qui reçoit plusieurs prix, est traduit en six langues et se vend à plus de 230 000 exemplaires,.
Plusieurs expositions personnelles ont lieu en France, ainsi que dans d’autres pays européens et en Asie.

### 2005-2007: minimalistes et expressionnistes abstraits
Fabienne Verdier consacre trois années à l’étude des expressionnistes abstraits et des minimalistes américains.
En 2005, intéressée par le dynamisme et l’énergie de ses peintures exposées à Lausanne, à la galerie Alice Pauli, Hubert Looser commande à Fabienne Verdier la création d’une série qui pourrait entrer en résonance[Interprétation personnelle ?] avec les œuvres de sa collection – entre autres John Chamberlain, Donald Judd, Willem de Kooning, Ellsworth Kelly et Cy Twombly.
Plusieurs musées ont depuis montré ces peintures dans des expositions (“Art of Deceleration, from Caspar David Friedrich to Ai Wei Wei”, Kunstmuseum, Wolfsburg, 2011
 ; “My Private Passion – Foundation Hubert Looser”, Kunstforum, Vienne, 2012 ; “The Hubert Looser Collection”, Kunsthaus, Zurich, 2013 ; “Formes simples”, Centre Pompidou-Metz, 2014).
En 2007, le musée national d'art moderne (Centre Pompidou, Paris) acquiert pour la première fois une œuvre de Fabienne Verdier.

### 2009-2013: primitifs flamands
En 2009, Fabienne Verdier entame une nouvelle période de recherche et de peinture. Fascinée par la force des primitifs flamands du XVe siècle, mais aussi par l'énergie émanant de l’apparente immobilité qui habite leurs tableaux, elle crée un ensemble d'esquisses et de peintures, inspiré par six œuvres majeures : La Vierge au chanoine Van der Paele (1436) et Portrait de Margaret van Eyck (1439) de Jan van Eyck ; La Mort de la Vierge (c. 1481) de Hugo van der Goes ; le Triptyque Moreel de Hans Memling (1484) ; et le diptyque de Simon Marmion Vierge de douleur et Christ de Pitié (c. 1460).
En 2013, les musées Groeninge et Memling à Bruges exposent le résultat de son travail au côté des tableaux qui l’ont inspiré. Daniel Abadie, commissaire de l’exposition, édite un ouvrage : Fabienne Verdier, L’Esprit de la Peinture. Les carnets et les dessins préparatoires de l'artiste sont montrés à la Maison d’Érasme à Bruxelles. Fabienne Verdier et les Maîtres flamands, notes et carnets d’Alexandre Vanautgaerden est publié aux éditions Albin Michel.
Pour approfondir sa recherche sur la spontanéité intuitive du geste que suppose la peinture a fresco, Fabienne Verdier se tourne vers les fresques italiennes et les maîtres du Quattrocento. Pendant cette période, la famille Torlonia, à Rome, lui commande des peintures monumentales (5 × 8 m) pour une pièce de réception du palais familial. On retrouve les recherches liées à ce projet dans Fabienne Verdier, Palazzo Torlonia, par Éric Fouache et Corinna Thierolf (2010).

### 2010-2018: interventions dans l'architecture

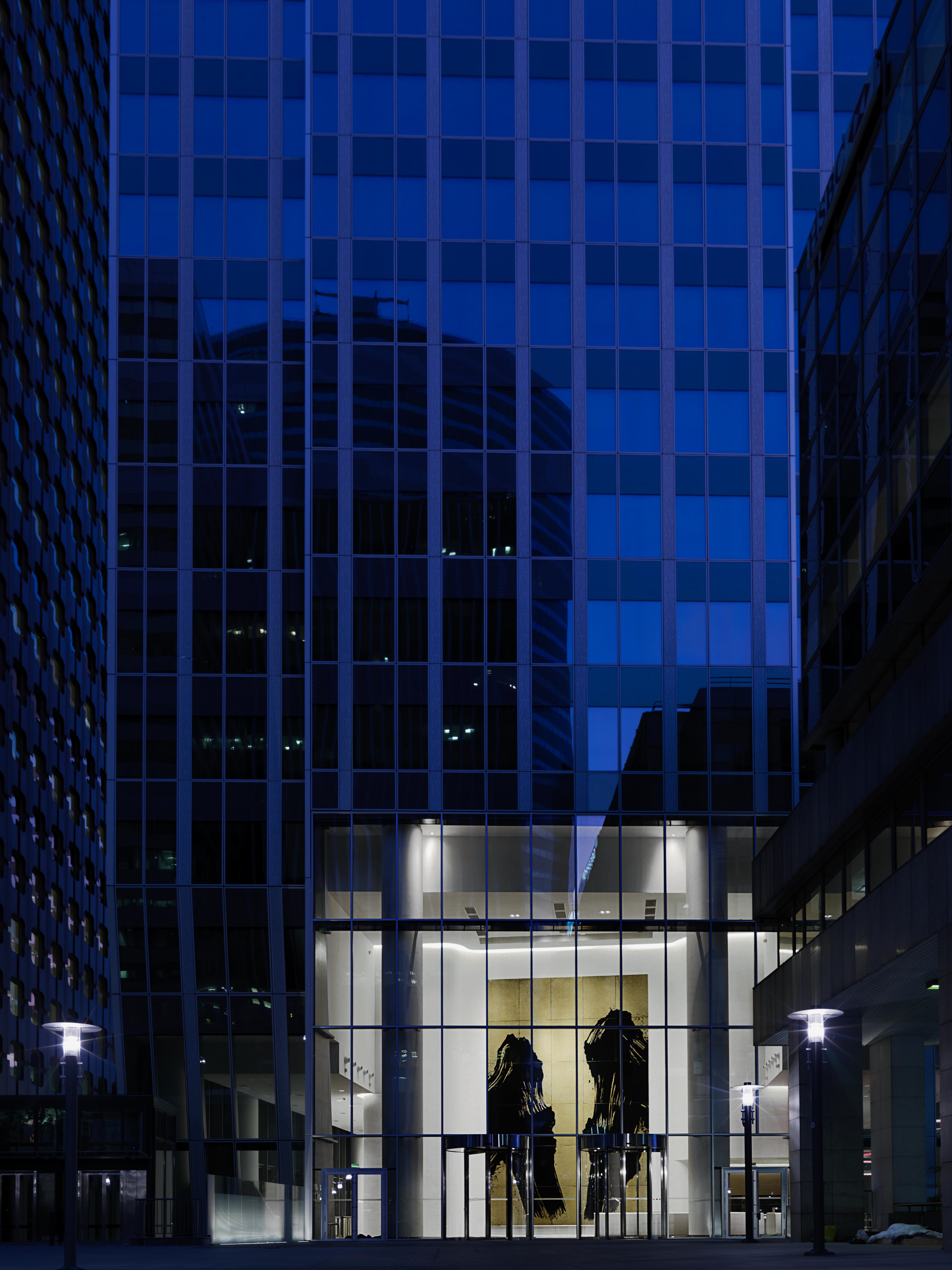
Œuvre de Fabienne Verdier dans la tour Majunga, architecte Jean-Claude Viguier, 2013, acrylique et technique mixte sur toile, 1200 × 700 cm. Photo : Philippe Chancel.

À partir de 2010, Fabienne Verdier intervient régulièrement dans l'architecture. À Rome, elle réalise sur deux murs, des peintures de plus de sept mètres de largeur. Pour gagner en mobilité, elle décide de couper le manche de son grand pinceau et d'y greffer un guidon de vélo. En 2013, elle collabore avec Jean Nouvel à la conception du futur musée d'art contemporain de Pékin, le National Museum of China (NAMOC).

### 2013-2018: dynamique des formes
En 2013, Fabienne Verdier découvre qu’elle peut prolonger son geste en remplaçant ses pinceaux par une réserve de matière qui lui permet de moduler le débit de l’encre ; cela la conduit à mettre au point une nouvelle technique qu’elle nomme « Walking Painting ». L’année suivante, la galerie Jaeger Bucher, à Paris, présente ce travail.
En 2013, l’architecte Jean Nouvel demande à Fabienne Verdier de l’aider par ses réflexions et ses dessins dans la conception du nouveau National Art Museum of China (NAMOC) de Pékin, afin de parvenir à transposer dans la forme du bâtiment la simplicité, l’énergie et la puissance d’un unique trait de pinceau.
En 2014, la Pinakothek der Moderne de Munich invite Fabienne Verdier à contribuer à une installation de sept travaux d'artistes contemporains. Sa Mélodie du réel est présentée au château de Herrenchiemsee avec des œuvres maîtresses d’artistes allemands et américains présents dans les collections permanentes du musée,. Cette œuvre a été acquise en 2016 par le musée.
La même année, la ville de Hong Kong organise la première rétrospective consacrée à son œuvre : trente-cinq dessins et peintures, pour la plupart prêtés par des collections publiques ou privées, sont exposés au City Hall de Hong Kong, avec le soutien du ministère français des Affaires étrangères.
Enfin, l'artiste réalise en 2014 une peinture monumentale de treize mètres de haut dans l’entrée de la nouvelle tour Majunga à La Défense. Ce travail a été commandité par Unibail-Rodamco, sous l’égide de l’architecte Jean-Paul Viguier.
Ses dernières recherches autour de la dynamique des formes ont conduit Fabienne Verdier à explorer les liens possibles entre la musique et la peinture, entre les lignes sonores et picturales. Artiste en résidence pendant plusieurs mois à la Juilliard School de New York, elle a travaillé avec certains de ses principaux professeurs -– Darrett Adkins, Kenny Barron, William Christie, Philip Lasser et Edith Wiens -–, et avec de nombreux étudiants. Un documentaire du réalisateur Mark Kidel, Peindre l'instant sort en 2012. Un autre relate les expériences approfondies entreprises dans son studio-laboratoire de la Juilliard The Julliard experiment.

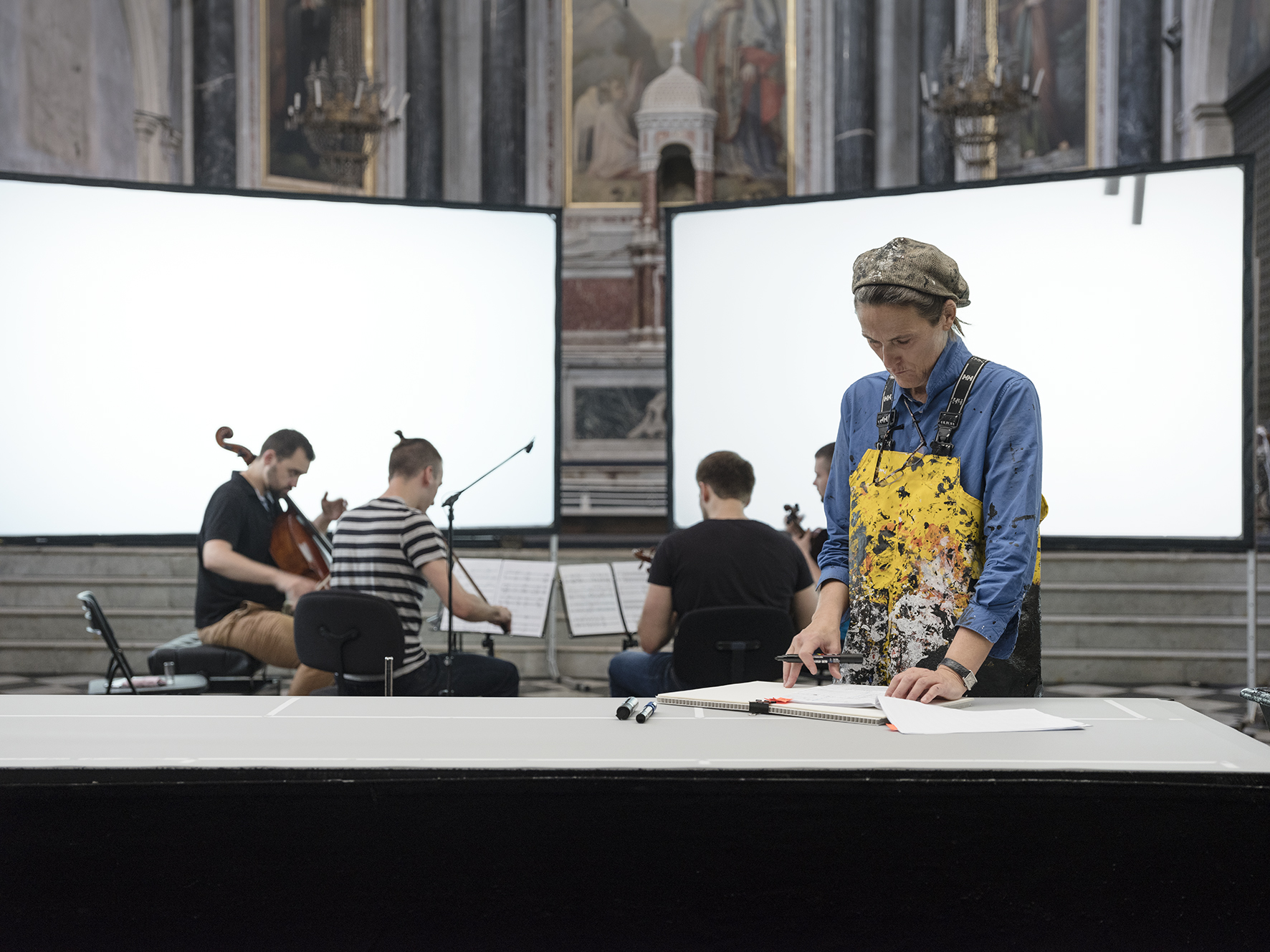
Répétition des musiciens du quatuor Mettis, pendant que Fabienne Verdier relit ses notes et esquisses. Aix-en-Provence, chapelle de la Visitation, 2017.

En 2017, à l’invitation du Festival d’Aix-en-Provence et de son Académie, Fabienne Verdier s'installe dans la Chapelle de la Visitation pour y explorer de nouveaux territoires entre le jeu de la ligne sonore et de la ligne peinte. L’objectif de ce projet qui se déroule sur deux années (2017 et 2018) est d’être en mesure de proposer au public une nouvelle expérience immersive et vibratoire dans une installation à 360°.
À partir de juillet 2017, l'artiste est également représentée par la galerie Lelong & Co..
Le projet commun avec Alain Rey, Polyphonies : formes sensibles du langage et de la peinture, s'achève dans la seconde moitié de l'année 2017. À l'occasion du cinquantenaire du Petit Robert, le linguiste souhaitait agrémenter l'édition spéciale par des illustrations issues d'un travail d'abstraction, ceci afin de libérer les mots des limites de la figuration et leur permettre d'exprimer leur énergie profonde,. Des couples de mots évoquant des relations particulières ont été définis par les deux protagonistes. Fabienne Verdier a ensuite matérialisé leur sensibilité à travers vingt-deux toiles tandis qu'Alain Rey composait des poèmes sur ces thèmes, le tout reproduit dans l'ouvrage. Durant ce travail, elle a également testé un nouveau dispositif consistant à filmer du dessous l'acte de peinture sur des plaques de résine transparentes, développant ainsi de nouvelles expériences visuelles, dynamiques et sonores sur l'acte de création. Une exposition de plusieurs toiles et des vidéos a été organisée par Alexandre Vanautgaerden au Musée Voltaire de Genève.
En 2018, Fabienne Verdier réalise l'affiche de Roland-Garros. À ce propos, elle déclare : « J’ai tenté de rendre la fulgurance des mouvements du joueur, explique l’artiste. L’énergie qu’il transmet à la balle dans une gestuelle faite de spontanéité, de vitalité, de puissance, de précision et de glissé. Et j’ai imaginé un de ces rebonds inattendus qui surprend l’adversaire et l’oblige, dans l’échange suivant, à se surpasser. »

### 2019: Une première rétrospective en France
Pendant sa résidence en 2017 au sein de l'Académie du Festival international d'Art lyrique à Aix-en-Provence, elle travaille avec quatre quatuors à cordes. Le directeur du musée Granet, Bruno Ely, lui propose d'organiser une rétrospective et de venir travailler sur le motif, sur les terres de Cézanne.

L'artiste élabore un atelier nomade afin de peindre dans la nature avec l'un de ses pinceaux monumentaux, composé de plus de vingt queues de cheval. Elle effectue plusieurs séjours en 2018 en Provence.

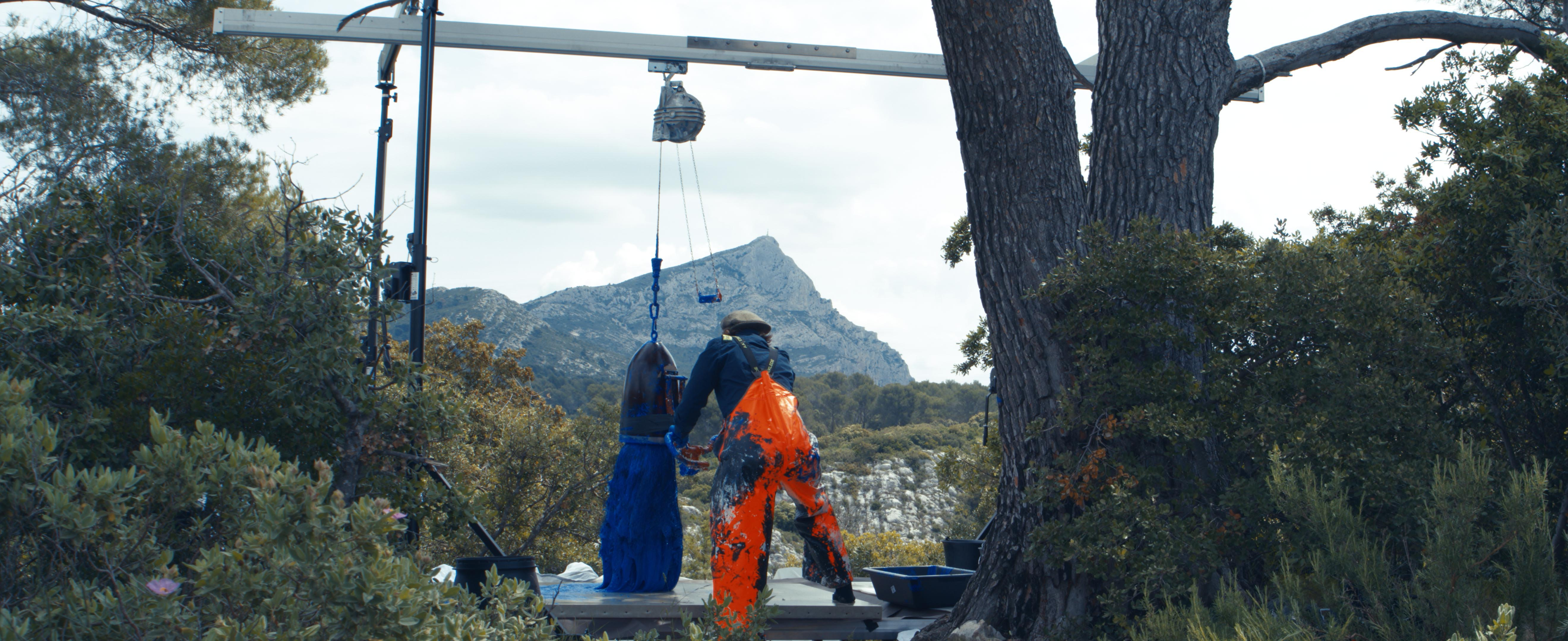
Extrait du film de Martin Baizeau, Atelier nomade, 2019, 14, prod. Energy fields.

Le musée Granet présente une rétrospective de son travail (21 juin-13 octobre 2019) organisée en 5 sections : les années de formation en Chine (1983-1992), la lente déconstruction du signe (1992-2007), le travail autour des maîtres flamands (2009-2013), les œuvres nées avec des musiciens (2014-2017), la série sur le vide, Vide-Vibration (2013-2017), et les travaux sur le motif autour de la montagne Sainte-Victoire (2018-2019).
L'exposition est accompagnée d'un catalogue, Fabienne Verdier, sur les terres de Cézanne, dirigé par Alexandre Vanautgaerden, aux éditions 5 Continents à Milan. Cet ouvrage rassemble des textes du poète Charles Juliet, du neuroscientifique Alain Berthoz, du linguiste Alain Rey, des historiens d'art Daniel Abadie, Bruno Ely, Germain Viatte, Corinna Thierolf et Alexandre Vanautgaerden.
À l'occasion de la rétrospective du musée Granet, le musée du Pavillon de Vendôme présente, Atelier nomade, qui montre le processus créatif de l'artiste (dessins, photographies, films et objets) Une installation, Sound Traces, est présentée à la Cité du livre, galerie Zola. Cette œuvre est basée sur un film de 60', fruit du travail avec quatre quatuors à cordes en 2017 à Aix (les quatuors Gerhard, Hanson, Mettis, Akilone).

### 2022-2023: Grande exposition au musée Unterlinden
Une grande exposition consacrée à Fabienne Verdier est organisée du 1er octobre 2022 au 27 mars 2023 au musée Unterlinden à Colmar, plaçant son parcours sous le double signe de la mort et de la transfiguration. Cette exposition, intitulée Le chant des étoiles, occupe plusieurs salles du musée. Outre une sélection de tableau réalisés entre 2006 et 2018, elle propose une mise en regard des pièces maîtresses du musée avec des toiles peintes à ce dessein par l'artiste entre 2019 et 2022, et aussi la présentation d'œuvres monumentales comme l'installation Rainbows. Un film consacré à la conception de son exposition par l'artiste est également projeté.

## Processus créatif
Le processus créatif de Fabienne Verdier comprend plusieurs phases (26, pour être exacte). Elle travaille simultanément sur ses peintures et sur ses carnets dans lesquels elle consigne notations textuelles ou visuelles, pensées et observations. Ces carnets peuvent prendre la forme de planches, comme on peut l'observer depuis son travail en 2017 sur L'expérience du langage, lors des 50 ans du Petit Robert. Les tableaux sont réalisés en deux phases. Elle travaille d'abord longuement les fonds en utilisant la technique des glacis, puis réalise la forme principale avec l'un de ses pinceaux monumentaux. En se tenant debout directement sur le châssis, elle utilise des outils qu’elle a elle-même mis au point. Le premier pinceau monumental a été conçu en 1995. Elle met en forme la matière pour exprimer les forces vitales fondamentales.

## Expositions

### Personnelles (sélection)
- 2016 : Fabienne Verdier, Rhythms and Reflections, Waddington Custot Galleries, Londres, Royaume-Uni[37],[38]
- 2016 : Patrick Derom Gallery, Bruxelles, Belgique[39]
- 2017 : Galerie Alice Pauli, Lausanne, Suisse
- 2017 : L'expérience du langage, Musée Voltaire, Genève, Suisse[40]
- 2017 : Silencieuses coïncidences, Galerie Lelong & Co., Paris, France[41][source secondaire souhaitée]
- 2019 : Autour d'un timbre, Galerie Lelong & Co., Paris, France[42][source secondaire souhaitée]
- 2021 : Arias - Nouvelles estampes, Galerie Lelong & Co., Paris, France[43][source secondaire souhaitée]

## Collections publiques
- Musée national d'Art moderne, Centre Georges Pompidou, Paris, France
- Musée Cernuschi, Paris, France
- Musée des beaux-arts, Dijon, France
- Fondation Hubert Looser, Zürich, Suisse
- Pinakothek der Moderne, Munich, Allemagne
- Collection Pinault, Paris, France, et Venise, Italie
- Palais Bourbon, Paris, France
- Tour Majunga, La Défense, Puteaux, France
- Centre national des arts plastiques, La Défense, France (commande du Festival d’Avignon)
- Ministère de l'Écologie, Paris, France
- Ministère de l'Europe et des Affaires étrangères, Paris, France
- Ministère de la Culture Chinois, Pékin, Chine

### Autres
- 2016 : Vitraux, Église Saint-Laurent, Nogent-sur-Seine.

## Publications

### Livres
1997
François Cheng et Fabienne Verdier, Quand les pierres font signe, Paris, Voix d’encre.
2001
Fabienne Verdier, L’Unique Trait de pinceau, Paris, Albin Michel.
2003
Fabienne Verdier, Passagère du silence, dix ans d’initiation en Chine, Paris, Albin Michel.
2007
Fabienne Verdier, Entretien avec Charles Juliet, Paris, Albin Michel.
2007
Fabienne Verdier, Entre ciel et terre, Paris, Albin Michel.
2010
Éric Fouache et Corinna Thierolf, Fabienne Verdier, Palazzo Torlonia, Paris, Xavier Barral.
2012
Doris von Drathen, Fabienne Verdier – Painting Space, Milan, Charta.
2013
Alexandre Vanautgaerden, Fabienne Verdier et les Maîtres flamands. Notes et carnets, Paris, Albin Michel.
2013
Daniel Abadie (dir.), Fabienne Verdier, l’esprit de la peinture, hommage aux maîtres flamands, Paris, Albin Michel.
2014
Daniel Abadie, Fabienne Verdier, la traversée des signes, Paris, Albin Michel.
2017
Alain Rey et Fabienne Verdier, Polyphonies, dir. Alexandre Vanautgaerden, Paris, Albin Michel.
2019
Alexandre Vanautgaerden (dir.), Fabienne Verdier, sur les terres de Cézanne, Milan, 5 Continents Editions.
2021
Alain Rey, Fabienne Verdier. Sur le motif, Paris, Galerie Lelong & Co.

### Articles
2010
Doris von Drathen, Fabienne Verdier. Alles ist Welle, alles ist Bewegung, alles ist Fluss, Künstler – Kritisches lexikon der gegenwartskunst, 2010, p. 1-10.

## Films documentaires
2010
Philippe Chancel, "Fabienne Verdier : Flux", 68’, prod. Energy fields.
2013
Mark Kidel, "Fabienne Verdier, peindre l’instant", 52’, prod. Les films d’ici.
2016
Ghislain Baizeau, "Walking / Paintings", 10’47’’, prod. Energy fields.
2016
Inès Dieleman, "Pneuma", 3’14’’, prod. Energy fields.
2016
Mark Kidel, "The Juilliard Experiment", 96’, prod. Calliope media.
2018
Christophe Deschanel, "Lucis potentia", 10’14’’, prod. Manufacture Vincent Petit.
2019
Martin Baizeau, "L’Atelier nomade", 14’58’’, prod. Energy fields.

## Décoration
- Chevalier de l'ordre des Arts et des Lettres (2020)[44]

### Filmographie
- Mark Kidel, Fabienne Verdier : peindre l’instant, film documentaire, Films d’Ici, 2012.
- Philippe Chancel, Fabienne Verdier : Flux, film documentaire, 2010.